# Heldinnen des Alltags
Heldinnen des Alltags (Festivaltitel Les nouvelles Èves) ist ein Schweizer Dokumentarfilm unter der Regie von Camille Budin, Annie Gisler, Jela Hasler, Thaïs Odermatt, Wendy Pillonel und Anna Thommen aus dem Jahr 2021. Der Film feierte seine Premiere am 28. September 2021 beim Zurich Film Festival, zudem konkurriert er im Wettbewerb des Filmfestival Max Ophüls Preis 2022.

## Handlung
Die Seniorin Valeria haushaltet in Lugano mit ihrer knappen Pension und verliebt sich neu. Die Baslerin Naima Cuica, ursprünglich aus Venezuela, arbeitet zunächst aufgrund nicht anerkannter Zertifikate als Mitarbeiterin in einer Kantine, um als Pflegefachfrau arbeiten zu können. Sophie Swaton jongliert mit ihrer Karriere, ihrer Ehe und der Erziehung ihrer drei Kinder. Die Sopranistin Sela Bieri wird mit stereotypen Genderrollen konfrontiert, während ihr Partner den Haushalt der vierköpfigen Familie führt. In Genf spürt eine Studentin ihrer Geschlechtsidentität nach. Einem neunjährigen Mädchen begegnen stereotype Bilder, die sie hinterfragt.

## Produktion
Ausgangspunkt für den Film war der nationale Frauenstreik vom 14. Juni 2019 in der Schweiz. Judith Lichtneckert und Liliane Ott brachten eine Gruppe von sechs Schweizer Filmemacherinnen zusammen, um die Frage zu diskutieren: Warum sollten wir auch 2019 noch für die grundlegendsten Gleichberechtigungen zwischen Männern und Frauen demonstrieren? Daraus kristallisierte sich die Idee eines Dokumentarfilmprojekts, bei dem jede der Regisseurinnen eine Frau treffen und diese in ihrem täglichen Leben filmen würde.

### Filmstab
Regie führten Camille Budin, Annie Gisler, Jela Hasler, Thaïs Odermatt, Wendy Pillonel und Anna Thommen, von denen auch das Drehbuch stammt. Die Kameraführung lag in den Händen von Gabriela Betschart, die Musik komponierte Adrian Pfisterer und Editorin war Anja Bombelli.
Gezeigt werden Sela Bieri, Naima Cuica, Valeria Kepner, Delphine Rozmuski, Sophie Sawton und Cosima Scheck in ihrem Alltag.

### Produktionsunternehmen und Förderungen
Produziert wurde der Film von Emilia Productions. Die Förderung übernahm das Migros-Kulturprozent und die SRG SSR.

### Dreharbeiten und Veröffentlichung
Während des Schnittprozesses war es faszinierend zu beobachten, dass dieser Chor von Frauen uns zu einer weiblichen Vision der Welt geführt hat, in der jede von ihnen konkrete Werte in sich trägt, die in unserer Gesellschaft wenig anerkannt sind: Fürsorge, Zuhören, Intuition, Beziehung zu anderen, mit Kraft und Entschlossenheit. Genau darin liegt die Botschaft des Films und dass es Zeit ist, diese Werte vollständig in unsere Gesellschaft zu integrieren. Der Film feierte seine Weltpremiere am 28. September 2021 beim Zurich Film Festival. Der Kinostart in der Deutschschweiz erfolgte am 18. November 2021, die deutsche Premiere folgte am 17. Januar 2022 im Rahmen des Filmfestivals Max Ophüls Preis 2022.

## Kritik
- Filmkritik: No Man, No Cry[5]

## Auszeichnungen und Nominierungen
2021: Zurich Film Festival
- Im Rahmen der Reihe Special Screenings[6]

2022: Filmfestival Max Ophüls Preis 2022
- Nominierung im Wettbewerb Dokumentarfilm[7]